# Ларин, Дмитрий Вячеславович
Дми́трий Вячесла́вович Ла́рин (род. 19 июня 1969, Богородск, Горьковская область, СССР) — полковник ВС РФ, участник конфликта в Нагорном Карабахе   и Первой чеченской войны, Герой Российской Федерации (1998). Заместитель командира батальона по воспитательной работе 34-й отдельной бригады оперативного назначения Внутренних войск МВД России.

## Биография
Родился 19 июня 1969 года в городе Богородск Горьковской (ныне Нижегородской) области. Русский. В 1986 году окончил среднюю школу № 3 города Богородска.
С 1986 года в Вооружённых силах СССР; поступил в Новосибирское высшее военно-политическое общевойсковое училище, которое окончил в 1990 году. В 1990—1992 годах — заместитель командира роты по политической части (с 1991 года — заместитель командира роты по воспитательной работе) 328-го парашютно-десантного полка 104-й воздушно-десантной дивизии (город Гянджа, Закавказский военный округ). Участвовал в локализации вооруженного конфликта в Нагорном Карабахе  .
В 1994 году оставил армию и перешёл служить во Внутренние войска МВД России. В 1994—1997 годах был заместителем командира батальона по воспитательной работе 34-й отдельной бригады оперативного назначения Внутренних войск МВД России (город Богородск, Приволжский округ ВВ МВД России).
В период первой чеченской войны совершил 4 командировки в Чечню, в одной из которых получил ранение в бою, но после излечения поехал в следующую командировку.
7 августа 1996 года во время прорыва боевиков в Грозный под кодовым названием Операция «Джихад» во главе бронегруппы на 3 бронетранспортёрах прорвался из военной базы в Ханкале в центр Грозного, к окружённому блок-посту, и как старший по званию принял командование на себя. Атаки боевиков успешно отражались четверо суток, но обстановка не изменялась к лучшему: многие солдаты получили ранения, медикаменты отсутствовали, заканчивалась вода, из-за жары раны начали гноиться, и было принято решение прорываться с боями к основным силам российских войск.
Старший лейтенант Ларин, хорошо изучивший город, решил прорываться с раненными в Ханкалу. Пятеро тяжелораненых погрузили в один из БТРов, механик-водитель с ранением средней тяжести сел за управление, а дважды контуженный в бою Ларин занял место командира. Не ожидавшие прорыва боевики не успели открыть по БТРу прицельный огонь, но за время гонки по улицам Грозного успели передать сообщение другим бандформированиям, и на одной из улиц БТР попал в засаду. После прогремевших рядом взрывов Ларин имитировал пожар БТРа и потерю управления, а когда боевики окружили БТР, открыл по ним огонь в упор, уничтожив свыше 10 человек, после чего продолжил движение к Ханкале. Вторую засаду экипаж прорвал не снижая скорости, раненые были доставлены в Ханкалу и помещены в госпиталь.
13 августа 1996 года Ларин получил новый приказ — прорваться с группой из 25 человек на блок-пост в районе площади Минутка, доставить боеприпасы. Возле блок-поста группа была замечена противником, Ларин остался прикрывать её огнём. Получил тяжелое ранение в живот, но был спасен подчинёнными, с риском для жизни вынесшими командира из-под шквального огня (двое солдат были ранены). Несколько месяцев лечился в госпитале, затем продолжил службу, два следующих воинских звания получил досрочно.
Указом Президента Российской Федерации № 84 от 26 января 1998 года за мужество и героизм, проявленные при выполнении специального задания, капитану Ларину Дмитрию Вячеславовичу присвоено звание Героя Российской Федерации с вручением медали «Золотая звезда» (Медаль № 434).
В 2000 году окончил Общевойсковую академию Вооруженных Сил России (бывшая Военная академия имени М. В. Фрунзе), факультет пограничных и внутренних войск (группа подразделений разведки и специального назначения). Впоследствии подполковник Д. В. Ларин был уволен в запас. Живёт в городе Новосибирске.
Бюсты Д. В. Ларина установлены на Аллее Героев Новосибирского высшего военного командного училища и в городском парке города Богородска Нижегородской области. Мемориальная доска установлена на здании средней школы № 3 в городе Богородске.